# Годжур (Кетченеровский район)
Годжур (калм. Һооҗур — ручей) — сельский населенный пункт в Кетченеровском районе Калмыкии, входит в состав Ергенинского сельского муниципального образования.

## География
Расположен на северном склоне одного из хамуров Ергенинской возвышенности у одноимённой речки . Посёлок находится в 2,6 километрах от федеральной автодороги Р22 (подъезд к Элисте), находится в 13,5 километрах к югу от посёлка Ергенинский (центра СМО), в 39 километрах от районного центра (Кетченеры), в 82,5 километрах к северу от столицы республики (Элиста).

## История
Первые оседлые поселки появились на территории тогдашнего Абганеровского аймака (ныне составившего основное ядро современного Кетченеровского района) в 1921—1922 гг. вокруг начальных школ, создававшихся по инициативе населения на средства, выделявшиеся на общих собраниях граждан. Тогда же в урочище Сухатин Годжур в месте кочевий абганер-асмудов возник современный посёлок Годжур. После депортации калмыков в 1944 году посёлок был включен в состав Астраханской области.
В конце 1950-х-начале 1960-х гг. после восстановления калмыцкой автономии стали возвращаться калмыки из ссылки, в 1970-х был создан совхоз «Годжуровский».

## Население
В конце 1980-х согласно топографической карте 1989 года в селе проживало около 260 жителей.
| 2002 | 2010 | 2012 |
| ---- | ---- | ---- |
| 137  | ↘134 | ↘127 |

Национальный состав
Согласно результатам переписи 2002 года большинство населения посёлка составляли калмыки (98 %)

## Социальная сфера
Действовала Годжуровская основная (неполная средняя) школа.

## Достопримечательности
Годжуровский хурул

## Известные жители и уроженцы
- Инджиев, Лиджи (1913—1995) — народный писатель Калмыкии, поэт.
- Менкенов, Гаря Гакович (1923—2015) — Герой Социалистического Труда[7]